# Вилегжаніна Тамара Ізмайлівна
Тама́ра Ізма́йлівна Вилегжа́ніна (нар. 16.06.1950, м. Єйськ, Краснодарський край, РФ) — український діяч культури, бібліотекознавець. В період з 2004 року по грудень 2022 — генеральний директор Національної бібліотеки України імені Ярослава Мудрого. Випускниця Краснодарського державного інституту культури (1971).
Трудову діяльність розпочала в 1971 р. в. м. Таял-Курган (Казахської РСР) на посаді зав. науково-методичного відділу Обласної бібліотеки для дітей; згодом очолила першу в області Центральну бібліотечну систему. З 1977 по 1980 рр. працювала науковим співробітником науково-методичного відділу Державної бібліотеки ім. В. І. Леніна (нині Російська державна бібліотека).
Переїхавши в 1980 році до України, працювала у Державній республіканській бібліотеці для дітей (нині Національна бібліотека України для дітей) на посаді зав. відділу обслуговування (з 1985 р.).
У Національній бібліотеці імені Ярослава Мудрого працювала з 1987 р. на посадах: зав. відділу координації функціонування бібліотек різних типів і видів (1987—1990); зав. відділу обробки фондів та організації каталогів (1991—2000); заст. генерального директора з формування документних ресурсів і бібліотечно-інформаційного сервісу (2000—2004). У 2004 р. була призначена Генеральним директором.
Автор численних праць з проблем бібліотеко- та бібліографознавства.
Ініціатор, автор і розробник Інформаційно-пошукового тезауруса (ІПТ) — першого в Україні універсального за змістом україномовного термінологічного словника. ІПТ вийшов друком у 2004 разом з програмним забезпеченням на CD.
Головний редактор професійного часопису «Бібліотечна планета» (з 2004 р.)
Віцепрезидентка Української бібліотечної асоціації.

## Нагороди
- Заслужений працівник культури України (2005)[2]
- Кавалер ордена княгині Ольги ІІІ ступеня (2010)[3]
- Кавалер Ордена Княгині Ольги ІІ ступеня (2016)
- Кавалер Ордена Княгині Ольги I ступеня (2020)[4]